# Villaricos
Villaricos ist eine spanische Ortschaft und ein Bezirk der Gemeinde Cuevas del Almanzora in der Provinz Almería. Es liegt im östlichen Teil der Region Levante Almeriense. An der Mittelmeerküste, in der Nähe dieser Stadt, liegen die Orte Palomares, Vera, Las Rozas, Las Herrerías und El Arteal. Der Fluss Almanzora mündet in Villaricos.
Es ist das wichtigste Touristenzentrum der Gemeinde Cuevas del Almanzora, umgeben von Naturlandschaften wie der Sierra Almagrera oder den Inseln Terreros und Negra. Im August findet in Villaricos jährlich das Musikfestival Dreambeach statt. Es gibt zwei kleine Häfen: Villaricos und den Yachthafen Esperanza.
Im Bereich von Villaricos befand sich die antike Stadt Baria, eine punische Gründung, die im Jahr 209 v. Chr. während des Zweiten Punischen Krieges von den Römern erobert wurde und bis ins Frühmittelalter existierte.